# Francisco de Paula Sousa e Melo
Francisco de Paula Sousa e Melo(o Souza e Mello) (Itu, 5 de enero de 1791 - Río de Janeiro, 16 de agosto de 1854) fue un noble y político del Imperio del Brasil.

## Biografía
Nació en la ciudad de Itu, en el estado de São Paulo, hijo de Antônio José de Sousa y de Gertrudes Solidônia de Cerqueira.
Huérfano de padre en 1795, se hizo cargo de su educación el jesuita José de Campos Lara.
Tras efectuar sus primeros estudios en su ciudad natal, los continuó en São Paulo. Estudió latín, italiano, francés e inglés y estudió Historia, Geografía, Filosofía y Retórica. Pese a sus dotes intelectuales, no asistió a la Universidad de Coímbra por motivos de salud, teniendo serios problemas de visión. Tras regresar a su pueblo continuó por sí solo su formación, adquiriendo vastos conocimientos en derecho Constitucional, Administrativo, Financiero e Internacional, dedicándose al ejercicio del derecho en causas de primera instancia.
Siendo Brasil aún una colonia, fue elegido diputado ante la Cortes Generales y Extraordinarias de la Nación Portuguesa a los efectos de tratar la cuestión de la independencia. No obstante su estado de salud le impidió viajar.
Al producirse el pronunciamiento del 23 de mayo de 1822 en São Paulo, la Cámara de Itu decidió en una reunión especial del 4 de agosto declarar nulo el movimiento, desconocer el gobierno provisional y encargar a Francisco de Paula Sousa e Melo organizar con otros pueblos del estado la resistencia bajo el principio de obediencia al príncipe regente Pedro, conformándose una virtual confederación de municipios paulistas con centro en Itu, guarnecida con tropas al mando del coronel Pedro de Brito Caminha.
Tras la independencia fue elegido diputado ante la Asamblea General Constituyente y Legislativa del Imperio del Brasil (3 de mayo al 12 de noviembre de 1823), donde presentó un proyecto d ley para mejorar la situación del Tesoro. Disuelta la asamblea por el emperador Pedro I de Brasil, se retiró a Itu, desde donde continuó defendiendo la constitución.
Fue elegido diputado ante la primera legislatura (8 de mayo de 1826 al 3 de setiembre de 1829), presidiendo la cámara de Diputados del 4 de mayo al 2 de junio de 1827. Fue diputado ante la segunda legislatura entre el 3 de mayo de 1830 y el 5 de octubre de 1833 y designado por la Regencia como senador por la Provincia de São Paulo el 17 de agosto de 1833, cargo que desempeñó hasta su muerte en 1854.
Liberal, se opuso a la política de los conservadores. En la sesión del 3 de septiembre de 1841 «si el país no estaba satisfecho con lo que vivía en los tiempos de la colonia, como se pretende ahora regresar, no ya al pasado y al despotismo, pero sí a la tiranía? Después de navegar en el mar tempestuoso de las revouciones, vamos al puerto, no del despotismo, pero sí de la tiranía! Puede alguien querer esto. Creo que no y por eso afirmo que hoy lucha la oligarquía contra la monarquía pero (...) aquellos que en la crisis de 1831 sustentaron la monarquía y la constitución aún están vivos, han de luchar y la victoria será de la monarquía y de la constitución».
Pese a no haber participado en la revolución liberal de 1842 marchó con escolta a São Paulo, pero a partir de 1845, con el regreso al poder de los liberales y gozando de la confianza del emperador, volvió a la función pública siendo designado ministro de Estado dos Negócios do Império del 7º Gabinete, cargo que desempeñó entre el 20 de julio y el 28 de agosto de 1847.

## Gabinete de 31 de mayo de 1848
Fue designado presidente del Consejo de Ministros del Imperio en 1848 (9º gabinete), haciéndose cargo personalmente del Ministerio de Hacienda. Su gabinete estaba conformado también por:
- Ministro del Imperio: José Pedro Dias de Carvalho
- Ministro de Justicia: Antônio Manuel de Campos Melo
- Ministro de Asuntos Extranjeros: Bernardo de Sousa Franco
- Ministro de Marina: Joaquim Antão Fernandes Leão
- Ministro de Guerra: João Paulo dos Santos Barreto

Ya muy enfermo y políticamente débil e indeciso, fracasó en lograr la unidad en su partido y en la reforma electoral que impulsó, por lo que el gobierno de quien Joaquim Nabuco llamaría «el más sincero liberal de nuestra política» fue en extremo breve.
Era amigo del fraile Diogo Antônio Feijó y vivió un tiempo en su casa de São José N.º 28, en Río de Janeiro.
Estaba casado con Maria de Barros Leite, con quien tuvo varios hijos, entre ellos Francisco de Paula Leite. Murió en Río de Janeiro el 16 de agosto de 1854.